# ニトラカイン
ニトラカイン(Nitracaine)は、局所麻酔薬としての作用を持つ精神刺激薬である。デザイナードラッグとして、オンラインで販売される。ジメトカインと密接に関連している。

## 法的な状況
スウェーデン公衆衛生局は、2019年9月25日に、ニトラカインを危険物質に分類することを勧告した。